# Ceratophyllaceae
Ceratophyllaceae é uma família de plantas com flor com distribuição cosmopolita que inclui um único género extante, Ceratophyllum, comum em lagoas, pântanos e riachos tranquilos das regiões tropicais e temperadas. É a única família extante da ordem Ceratophyllales. A espécies do género Ceratophyllum crescem completamente submersas, geralmente, embora nem sempre, flutuando à superfície, e não toleram a seca.

## Taxonomia
Ceratophyllaceae foi considerada um parente de Nymphaeaceae e incluída em Nymphaeales no sistema de Cronquist, mas a investigação mostrou que não está intimamente relacionada com Nymphaeaceae ou qualquer outra família de plantas existente.  Algumas filogenias moleculares iniciais sugeriam que era o grupo irmão de todas as outras angiospérmicas, mas investigações mais recentes sugerem que é o grupo irmão das eudicotiledóneas.  O sistema APG III colocou a família na sua própria ordem, a Ceratophyllales. O sistema APG IV aceita a filogenia mostrada abaixo:
|  | monocots                                                     |
|  |                                                              |
|  | \| \| Ceratophyllales \| \| \| \| \| \| eudicots \| \| \| \| |
|  |                                                              |
|  | Ceratophyllales                                              |
|  |                                                              |
|  | eudicots                                                     |
|  |                                                              |

|  | Ceratophyllales |
|  |                 |
|  | eudicots        |
|  |                 |

|  | monocots                                                     |
|  |                                                              |
|  | \| \| Ceratophyllales \| \| \| \| \| \| eudicots \| \| \| \| |
|  |                                                              |
|  | Ceratophyllales                                              |
|  |                                                              |
|  | eudicots                                                     |
|  |                                                              |

|  | Ceratophyllales |
|  |                 |
|  | eudicots        |
|  |                 |

|  | monocots                                                     |
|  |                                                              |
|  | \| \| Ceratophyllales \| \| \| \| \| \| eudicots \| \| \| \| |
|  |                                                              |
|  | Ceratophyllales                                              |
|  |                                                              |
|  | eudicots                                                     |
|  |                                                              |

|  | Ceratophyllales |
|  |                 |
|  | eudicots        |
|  |                 |

|  | monocots                                                     |
|  |                                                              |
|  | \| \| Ceratophyllales \| \| \| \| \| \| eudicots \| \| \| \| |
|  |                                                              |
|  | Ceratophyllales                                              |
|  |                                                              |
|  | eudicots                                                     |
|  |                                                              |

|  | Ceratophyllales |
|  |                 |
|  | eudicots        |
|  |                 |

|  | monocots                                                     |
|  |                                                              |
|  | \| \| Ceratophyllales \| \| \| \| \| \| eudicots \| \| \| \| |
|  |                                                              |
|  | Ceratophyllales                                              |
|  |                                                              |
|  | eudicots                                                     |
|  |                                                              |

|  | Ceratophyllales |
|  |                 |
|  | eudicots        |
|  |                 |

|  | monocots                                                     |
|  |                                                              |
|  | \| \| Ceratophyllales \| \| \| \| \| \| eudicots \| \| \| \| |
|  |                                                              |
|  | Ceratophyllales                                              |
|  |                                                              |
|  | eudicots                                                     |
|  |                                                              |

|  | Ceratophyllales |
|  |                 |
|  | eudicots        |
|  |                 |

|  | monocots                                                     |
|  |                                                              |
|  | \| \| Ceratophyllales \| \| \| \| \| \| eudicots \| \| \| \| |
|  |                                                              |
|  | Ceratophyllales                                              |
|  |                                                              |
|  | eudicots                                                     |
|  |                                                              |

|  | Ceratophyllales |
|  |                 |
|  | eudicots        |
|  |                 |

|  | monocots                                                     |
|  |                                                              |
|  | \| \| Ceratophyllales \| \| \| \| \| \| eudicots \| \| \| \| |
|  |                                                              |
|  | Ceratophyllales                                              |
|  |                                                              |
|  | eudicots                                                     |
|  |                                                              |

|  | Ceratophyllales |
|  |                 |
|  | eudicots        |
|  |                 |

|  | monocots                                                     |
|  |                                                              |
|  | \| \| Ceratophyllales \| \| \| \| \| \| eudicots \| \| \| \| |
|  |                                                              |
|  | Ceratophyllales                                              |
|  |                                                              |
|  | eudicots                                                     |
|  |                                                              |

|  | Ceratophyllales |
|  |                 |
|  | eudicots        |
|  |                 |

|  | monocots                                                     |
|  |                                                              |
|  | \| \| Ceratophyllales \| \| \| \| \| \| eudicots \| \| \| \| |
|  |                                                              |
|  | Ceratophyllales                                              |
|  |                                                              |
|  | eudicots                                                     |
|  |                                                              |

|  | Ceratophyllales |
|  |                 |
|  | eudicots        |
|  |                 |

|  | monocots                                                     |
|  |                                                              |
|  | \| \| Ceratophyllales \| \| \| \| \| \| eudicots \| \| \| \| |
|  |                                                              |
|  | Ceratophyllales                                              |
|  |                                                              |
|  | eudicots                                                     |
|  |                                                              |

|  | Ceratophyllales |
|  |                 |
|  | eudicots        |
|  |                 |

|  | monocots                                                     |
|  |                                                              |
|  | \| \| Ceratophyllales \| \| \| \| \| \| eudicots \| \| \| \| |
|  |                                                              |
|  | Ceratophyllales                                              |
|  |                                                              |
|  | eudicots                                                     |
|  |                                                              |

|  | Ceratophyllales |
|  |                 |
|  | eudicots        |
|  |                 |

|  | monocots                                                     |
|  |                                                              |
|  | \| \| Ceratophyllales \| \| \| \| \| \| eudicots \| \| \| \| |
|  |                                                              |
|  | Ceratophyllales                                              |
|  |                                                              |
|  | eudicots                                                     |
|  |                                                              |

|  | Ceratophyllales |
|  |                 |
|  | eudicots        |
|  |                 |

|  | monocots                                                     |
|  |                                                              |
|  | \| \| Ceratophyllales \| \| \| \| \| \| eudicots \| \| \| \| |
|  |                                                              |
|  | Ceratophyllales                                              |
|  |                                                              |
|  | eudicots                                                     |
|  |                                                              |

|  | Ceratophyllales |
|  |                 |
|  | eudicots        |
|  |                 |

|  | monocots                                                     |
|  |                                                              |
|  | \| \| Ceratophyllales \| \| \| \| \| \| eudicots \| \| \| \| |
|  |                                                              |
|  | Ceratophyllales                                              |
|  |                                                              |
|  | eudicots                                                     |
|  |                                                              |

|  | Ceratophyllales |
|  |                 |
|  | eudicots        |
|  |                 |

|  | monocots                                                     |
|  |                                                              |
|  | \| \| Ceratophyllales \| \| \| \| \| \| eudicots \| \| \| \| |
|  |                                                              |
|  | Ceratophyllales                                              |
|  |                                                              |
|  | eudicots                                                     |
|  |                                                              |

|  | Ceratophyllales |
|  |                 |
|  | eudicots        |
|  |                 |

A família extinta Montsechiaceae que contém o género Montsechia também foi colocada na ordem Ceratophyllales.
As espécies são normalmente designadas por "cavalinhas-de-água", nome comum também seja utilizado para plantas não relacionadas da divisão Anthocerotophyta.

### Géneros
A família contém apenas um género vivo e vários géneros extintos descritos a partir do registo fóssil, incluindo uma das primeiras plantas frutíferas (sob a forma de aquénio), o género de água doce da formação Dakota, do Cretáceo Inferior, denominado Donlesia. Os géneros conhecidos são os seguintes:
- Ceratophyllum
- † Ceratostratiotes
- † Donlesia